# Olympische Sommerspiele 1928/Teilnehmer (Tschechoslowakei)
| Gelbes Symbol für Goldmedaillen mit stilisierten Olympischen Ringen | Graues Symbol für Silbermedaillen mit stilisierten Olympischen Ringen | Braundes Symbol für Bronzemedaillen mit stilisierten Olympischen Ringen |
| ------------------------------------------------------------------- | --------------------------------------------------------------------- | ----------------------------------------------------------------------- |
| 2                                                                   | 5                                                                     | 2                                                                       |

Die Tschechoslowakei nahm an den Olympischen Sommerspielen 1928 in Amsterdam, Niederlande, mit einer Delegation von 70 Sportlern (69 Männer und eine Frau) teil.

## Medaillengewinner

### Gold
| Name(n)           | Sportart | Wettkampf            |
| ----------------- | -------- | -------------------- |
| František Ventura | Reiten   | Springreiten, Einzel |
| Ladislav Vácha    | Turnen   | Barren               |

### Silber
| Name(n) | Sportart | Wettkampf                         |
| --- | -------- | --------------------------------- |
| Jan Heřmánek | Boxen    | Mittelgewicht                     |
| Jindřich Maudr | Ringen   | Bantamgewicht, griechisch-römisch |
| Josef Effenberger, Jan Gajdoš, Jan Koutný, Emanuel Löffler, Bedřich Šupčík, Ladislav Tikal, Ladislav Vácha & Václav Veselý | Turnen   | Mannschaftsmehrkampf              |
| Emanuel Löffler | Turnen   | Pferdsprung                       |
| Ladislav Vácha | Turnen   | Ringe                             |

### Bronze
| Name(n)         | Sportart     | Wettkampf     |
| --------------- | ------------ | ------------- |
| Jaroslav Skobla | Gewichtheben | Schwergewicht |
| Emanuel Löffler | Turnen       | Ringe         |

## Teilnehmer nach Sportarten

### Boxen
- Tomáš Pötsch
Leichtgewicht: 17. Platz

- František Nekolný
Weltergewicht: 9. Platz

- Jan Heřmánek
Mittelgewicht: Silber

### Fechten
- Josef Jungmann
Degen, Einzel: Viertelfinale
Degen, Mannschaft: 5. Platz

- Jan Černohorský
Degen, Einzel: Vorrunde
Degen, Mannschaft: 5. Platz

- František Kříž
Degen, Einzel: Vorrunde
Degen, Mannschaft: 5. Platz

- Martin Harden
Degen, Mannschaft: 5. Platz

- Jan Tille
Degen, Mannschaft: 5. Platz

- Miroslav Beznoska
Degen, Mannschaft: 5. Platz

- Jarmila Chalupová
Frauen, Florett, Einzel: Halbfinale

### Gewichtheben
- Josef Vacek
Federgewicht: 8. Platz

- František Vitašek
Federgewicht: 8. Platz

- Josef Matějček
Leichtgewicht: 11. Platz

- Jan Kostrba
Mittelgewicht: 11. Platz

- Bohumil Sýkora
Mittelgewicht: 17. Platz

- Václav Pšenička senior
Leichtschwergewicht: 4. Platz

- Jaroslav Skobla
Schwergewicht: Bronze

### Leichtathletik
- Jaroslav Vykoupil
100 Meter: Viertelfinale
200 Meter: Vorläufe
400 Meter: Vorläufe
4 × 400 Meter: Vorläufe

- Karel Kněnický
100 Meter: Vorläufe
200 Meter: Viertelfinale
4 × 400 Meter: Vorläufe

- Johann Bartl
100 Meter: Vorläufe
200 Meter: Vorläufe
400 Meter: Viertelfinale
4 × 400 Meter: Vorläufe

- Vilém Šindler
800 Meter: Halbfinale
1500 Meter: Vorläufe
4 × 400 Meter: Vorläufe

- Adolf Kittel
800 Meter: Vorläufe
1500 Meter: 8. Platz

- Jozef Koščak
5000 Meter: Vorläufe

- Karel Nedobitý
5000 Meter: Vorläufe
10.000 Meter: 17. Platz

- Alois Krof
Marathon: 16. Platz

- František Zyka
Marathon: 33. Platz

- Otakar Jandera
110 Meter Hürden: Halbfinale

- František Douda
Kugelstoßen: 14. Platz in der Qualifikation
Diskuswurf: 20. Platz in der Qualifikation

### Moderner Fünfkampf
- Rudolf Růžička
Einzel: 30. Platz

- Josef Schejbal
Einzel: 35. Platz

- Kamil Gampe
Einzel: 37. Platz

### Radsport
- Antonín Honig
Straßenrennen, Einzel: 39. Platz
Straßenrennen, Mannschaft: 11. Platz

- Antonín Perič
Straßenrennen, Einzel: 46. Platz
Straßenrennen, Mannschaft: 11. Platz

- Josef Šídlo
Straßenrennen, Einzel: 46. Platz
Straßenrennen, Mannschaft: 11. Platz

- Ladislav Brůžek
Straßenrennen, Einzel: 59. Platz
Straßenrennen, Mannschaft: 11. Platz

### Reiten
- Emanuel Thiel
Dressur, Einzel: 5. Platz
Dressur, Mannschaft: 5. Platz

- Otto Schöniger
Dressur, Einzel: 10. Platz
Dressur, Mannschaft: 5. Platz

- Jaroslav Hanf
Dressur, Einzel: 17. Platz
Dressur, Mannschaft: 5. Platz

- František Ventura
Springreiten, Einzel: Gold 
Springreiten, Mannschaft: Kein Ergebnis

- Josef Rabas
Springreiten, Einzel: 41. Platz
Springreiten, Mannschaft: Kein Ergebnis

- Rudolf Popler
Springreiten, Einzel: DNF
Springreiten, Mannschaft: Kein Ergebnis

- Josef Charous
Vielseitigkeit, Einzel: 16. Platz
Vielseitigkeit, Mannschaft: Kein Ergebnis

- Josef Seyfried
Vielseitigkeit, Einzel: DNF
Vielseitigkeit, Mannschaft: Kein Ergebnis

- František Statečný
Vielseitigkeit, Einzel: DNF
Vielseitigkeit, Mannschaft: Kein Ergebnis

### Ringen
- Jindřich Maudr
Bantamgewicht, griechisch-römisch: Silber

- František Kratochvíl
Federgewicht, griechisch-römisch: 9. Platz

- Vladimír Vávra
Leichtgewicht, griechisch-römisch: 5. Platz

- František Hala
Mittelgewicht, griechisch-römisch: 6. Platz

- Josef Vávra
Halbschwergewicht, griechisch-römisch: 8. Platz

- Josef Urban
Schwergewicht, griechisch-römisch: 5. Platz

### Rudern
- Josef Straka senior
Einer: Viertelfinale

### Schwimmen
- Václav Antoš
400 Meter Freistil: Vorläufe
1500 Meter Freistil: Vorläufe

### Segeln
- Rudolf Winter
12-Fuß-Jolle: 17. Platz

### Turnen
- Ladislav Vácha
Einzelmehrkampf: 9. Platz
Mannschaftsmehrkampf: Silber 
Barren: Gold 
Pferdsprung: 18. Platz
Reck: 12. Platz
Ringe: Silber 
Seitpferd: 45. Platz

- Emanuel Löffler
Einzelmehrkampf: 10. Platz
Mannschaftsmehrkampf: Silber 
Barren: 14. Platz
Pferdsprung: Silber 
Reck: 16. Platz
Ringe: Bronze 
Seitpferd: 17. Platz

- Jan Gajdoš
Einzelmehrkampf: 13. Platz
Mannschaftsmehrkampf: Silber 
Barren: 4. Platz
Pferdsprung: 12. Platz
Reck: 33. Platz
Ringe: 8. Platz
Seitpferd: 10. Platz

- Josef Effenberger
Einzelmehrkampf: 14. Platz
Mannschaftsmehrkampf: Silber 
Barren: 15. Platz
Pferdsprung: 46. Platz
Reck: 9. Platz
Ringe: 22. Platz
Seitpferd: 10. Platz

- Bedřich Šupčík
Einzelmehrkampf: 21. Platz
Mannschaftsmehrkampf: Silber 
Barren: 4. Platz
Pferdsprung: 78. Platz
Reck: 14. Platz
Ringe: 6. Platz
Seitpferd: 19. Platz

- Václav Veselý
Einzelmehrkampf: 28. Platz
Mannschaftsmehrkampf: Silber 
Barren: 25. Platz
Pferdsprung: 30. Platz
Reck: 32. Platz
Ringe: 17. Platz
Seitpferd: 47. Platz

- Jan Koutný
Einzelmehrkampf: 31. Platz
Mannschaftsmehrkampf: Silber 
Barren: 21. Platz
Pferdsprung: 26. Platz
Reck: 31. Platz
Ringe: 17. Platz
Seitpferd: 56. Platz

- Ladislav Tikal
Einzelmehrkampf: 37. Platz
Mannschaftsmehrkampf: Silber 
Barren: 24. Platz
Pferdsprung: 32. Platz
Reck: 50. Platz
Ringe: 41. Platz
Seitpferd: 49. Platz

### Wasserball
- Herrenteam
9. Platz

- Kader
Josef Bušek
František Getreuer
Ladislav Švehla
Kurt Epstein
Pavol Steiner
Michal Schmuck
František Schulz

### Wasserspringen
- Julius Balasz
Kunstspringen: Vorläufe

- Josef Nesvadba
Kunstspringen: Vorläufe